# Ildico

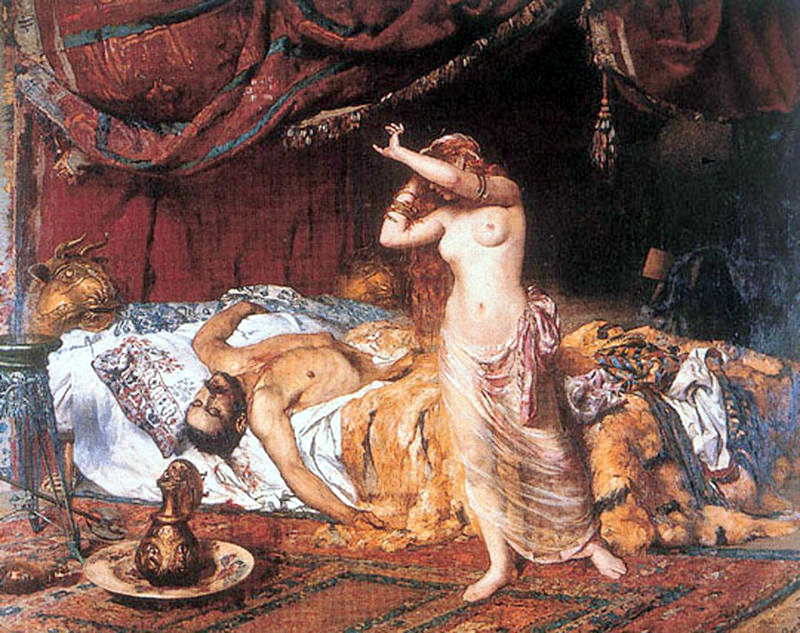
Attilas Tod (Gemälde von Ferenc Paczka)

Ildico, wahrscheinlich eine Germanin, wurde im Jahre 453 mit dem Hunnenkönig Attila als eine von dessen Nebenfrauen verheiratet. 

## Legende von der Ermordung Attilas durch Ildico
Am Morgen nach der Hochzeitsnacht wunderten sich die Bediensteten über die Stille im Schlafgemach und sahen nach. Man fand Ildico weinend im Bette und neben ihr den toten Attila, der an einem Blutsturz verstorben war. So berichtet es der zeitgenössische oströmische Diplomat und Historiker Priskos, der wenige Jahre zuvor selbst bei Verhandlungen am Hofe Attilas weilte.
Die wirkliche Ursache von Attilas Ableben ist nicht mehr klärbar. Spekulativ kann man aus heutiger Sicht den Blutsturz glaubwürdig dem Lebenswandel Attilas zuschreiben: nämlich als Folge eines langjährigen exzessiven Alkoholmissbrauchs (Ösophagusvarizen). Gegen diese Annahme spricht allerdings, dass der Augenzeuge Priskos hinsichtlich seines vorherigen Besuchs am Hunnenhof betont, wie maßvoll Attilas Lebenswandel gewesen sei.
Etwa siebzig Jahre nach dem Ereignis, ca. 518, verbreitete der Geschichtsschreiber Marcellinus Comes in seiner Chronik das Gerücht, Attila sei erdolcht worden. In dieser frühen Quelle wird Ildicos Name allerdings nicht genannt. Gleichwohl ist es der Beginn einer Legendenbildung, die im Chronicon Paschale (628) fortgeführt wurde. Dort ist zu lesen, Ildico stehe im „Verdacht“, Attila „getötet zu haben“. Im frühen 9. Jahrhundert schließt sich Agnellus in seinem Liber pontificalis ecclesiae der These an, der Hunne sei von „seiner sehr verachtenswerten Frau“ ermordet worden. Einige Jahrzehnte später, um 890, hält es der Poeta Saxo für ausgemacht, Attila sei von der „Königin“ umgebracht worden, die damit den „Tod ihres eigenen Vaters“ gerächt habe.

## Ildico in der germanischen Sagenwelt
In späteren deutschen Sagenfassungen (wie der Nibelungensage) trägt die zweite Frau Attilas (der dort als „Etzel“ in Erscheinung tritt) den Namen Kriemhild. 

## Namensherkunft
Nach Schramm leitet sich der Name Ildico von ostgermanisch *Hildikô ab, bestehend aus *Hild- (vgl. deutsch Hilda) und dem Verkleinerungssuffix -icô neuhochdeutsch „-chen“. Dieser Name sei jedoch nicht „wie oft behauptet als Koseform des Namens Kriemhilt, sondern als eigenständiger unkomponierter Name aufzufassen“. Daraus folgert Schramm, dass die Gleichsetzung der hypothetischen Burgundenprinzessin Kriemhild mit der Attila-Gemahlin „Hildchen“ sagengeschichtlich erst später erfolgte, als die Sage um Attilas Tod mit der Burgundensage verschmolzen wurde. Ob der Name „Kriemhild“ authentisch ist, ist unsicher, da die Sagenfigur im Nordischen als Gudrun erscheint.
Der Name „Ildikó“ ist – wie auch der Name „Attila“ – in Ungarn nach wie vor populär.